# Turma do Paulistinha
Turma do Paulistinha foi um álbum de figurinhas publicado pelo Governo de São Paulo em 1980 durante a gestão de Paulo Maluf.

## Histórico
A iniciativa surgiu como uma maneira de combater a sonegação de impostos. O Governo esperava recuperar Cr$ 3 bilhões através do Imposto de Circulação de Mercadorias (ICM). O álbum surgiu em 1980 em uma campanha do Secretaria da Fazenda como uma nova versão do Talão da Fortuna. Os personagens foram criados pelo ilustrador e quadrinista Waldyr Igayara de Souza. Por causa do álbum, a Associação Brasileira de Supermercados anunciou que sugeriria a insenção de ICM em produtos básicos, como arroz, feijão e batata. No acordo, os supermecados concordaram em congelar o preço de 20 produtos básicos por um mês.

## Álbum
.As figurinhas eram distribuidas mediante a entrega de notas fiscais. O álbum possuia 200 figurinhas, e Cr$ 500 em notas fiscais valia um álbum com dez figurinhas. O governo sorteava prêmios através da Loteria Federal quando o álbum era completado. Ao todo, foi produzido 400 milhões de figurinhas comuns, 50 mil figurinhas carimbadas e 1,5 milhão de álbuns. As estações de troca estavam localizadas nas estações de metrô da cidade e agências do Banco do Estado de São Paulo, Caixa Econômica Estadual, Banco Brasileiro de Descontos, Casas Pernambucanas, Buri, Lojas Mappin, Sears, Grupo Pão de Açúcar e shopping centers.
O Paulistinha foi descrito por Marcos Nogueira da Folha de S.Paulo como "um menino de apurado espírito cívico que visitava obras importantes como a usina de Barra Bonita e a rodovia dos Imigrantes". De acordo com a Revista Veja, o álbum foi um sucesso entre crianças e adultos.